# Minuta vs Amalia Grè
Minuta vs Amalia Grè è il terzo disco della cantante italiana Amalia Gré.

## Descrizione
Si tratta di un album in cui il collettivo Minuta ha ripreso e remixato brani già editi e presenti nei precedenti 2 lavori della Grè.
Le atmosfere jazz vengono elaborate e fuse alla musica elettronica, al lounge e alla new wave. L'album è stato pubblicato nel 2008 sotto l'etichetta EMI.

## Tracce
1. Quanto t'ho amato (JeD vs Amalia Grè) (Roberto Benigni, Nicola Piovani, Vincenzo Cerami)
2. Sweet Surrender (Giò Cleis vs Amalia Grè) (Amalia Grè, Michele Ranauro, Paola Palma)
3. I Need a Crown (Table feat. Bubblegun vs Amalia Grè) (Amalia Grè)
4. Orchidee (Nagorny vs Amalia Grè) (Amalia Grè)
5. Avvolgimi amore (Cora vs Amalia Grè) (Amalia Grè)
6. Cuore pallido (Hellzapop vs Amalia Grè) (Amalia Grè)
7. Estate (Stegi vs Amalia Grè) (Bruno Martino)
8. Sogno (JeD vs Amalia Grè) (Amalia Grè)
9. Na suppa de stella (Dj Peg vs Amalia Grè) (Amalia Grè, Marco De Filippis)
10. Baronessa (Melke vs Amalia Grè) (Amalia Grè, Marco De Filippis)
11. Io cammino di notte da sola (A.L.A.P. vs Amalia Grè) (Amalia Grè)

## Classifiche
| Paese  | Posizione raggiunta |
| ------ | ------------------- |
| Italia | 100                 |